# Libertatea de exprimare

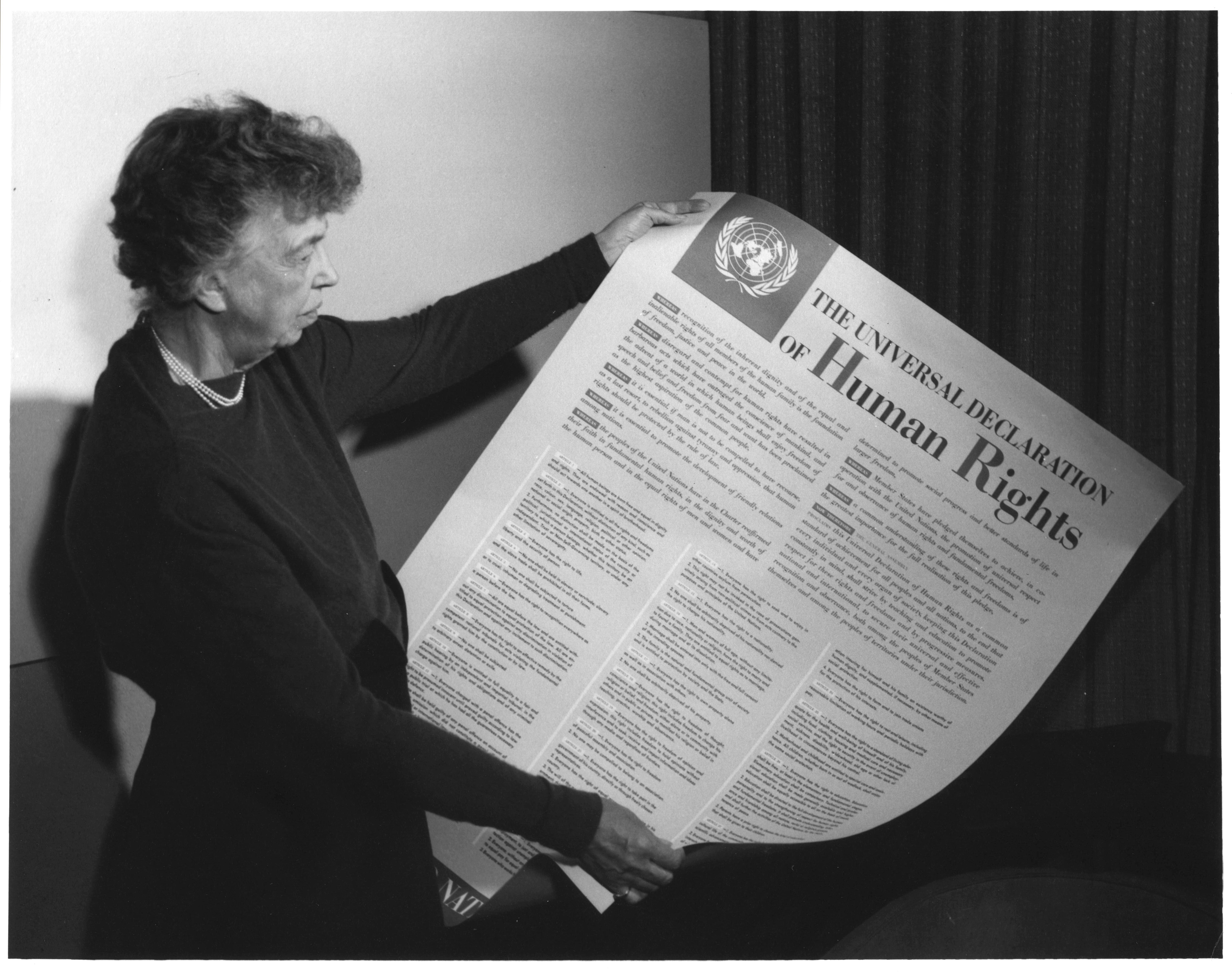
Eleanor Roosevelt și Declarația Universală a Drepturilor Omului (1948)— Articolul 19 stipulează că „orice om are dreptul la libertatea opiniilor și exprimării; acest drept include libertatea de a avea opinii fără fără imixtiune din afară,precum și libertatea de a
căuta, de a primi și de a răspîndi informații și idei prin orice mijloace si independent de frontierele de stat.”

Libertatea de exprimare este un principiu fundamental care garantează dreptul unui individ sau al unei comunități de a-și exprima opiniile și ideile fără teama de represalii, cenzură sau sancțiuni legale. Acest drept este recunoscut ca drept universal în Declarația Universală a Drepturilor Omului (DUDO) și în dreptul internațional al drepturilor omului. Multe țări au reglementări constituționale care protejează libertatea de exprimare. Termenii „libertatea de exprimare”, „libertatea cuvântului” și „libertatea opiniei” sunt frecvent utilizați interschimbabil în discursul politic. Totuși, din punct de vedere juridic, libertatea de exprimare include orice activitate de căutare, primire și difuzare de informații sau idei, indiferent de mijlocul folosit.
Articolul 19 din DUDO stipulează că „orice persoană are dreptul de a deține opinii fără nicio interferență” și că „orice persoană are dreptul la libertatea de exprimare; acest drept include libertatea de a căuta, de a primi și de a transmite informații și idei de orice fel, indiferent de frontiere, fie oral, în scris, tipărit, sub formă de artă sau prin orice alt mijloc ales de persoană”. Versiunea acestui articol din Pactul internațional pentru Drepturile Civile și Politice (ICCPR) adaugă că exercitarea acestui drept implică „datorii și responsabilități speciale” și poate fi „supusă unor restricții” atunci când este necesar „pentru respectarea drepturilor sau reputației altora” sau „pentru protecția securității naționale, a ordinii publice, a sănătății publice sau a moralității”.
Prin urmare, libertatea de exprimare nu este un drept absolut, iar limitările admise în acest context includ calomnia, defăimarea, obscenitatea, pornografia, sediția, incitarea la violență, discursul instigator la ură, informațiile clasificate, încălcarea drepturilor de autor, secretele comerciale, etichetarea alimentelor, acordurile de confidențialitate, dreptul la viața privată, demnitatea, dreptul de a fi uitat, siguranța publică, blasfemia și sperjurul. Justificările pentru aceste restricții se bazează, de obicei, pe „principiul vătămării” propus de John Stuart Mill în lucrarea sa Despre libertate (On Liberty), conform căruia „singurul scop pentru care puterea poate fi exercitată în mod legitim asupra unui membru al unei comunități civilizate, împotriva voinței sale, este prevenirea vătămării altora”. În acest context, „vătămarea” nu se limitează doar la daune fizice, ci include și efecte negative asupra bunăstării psihologice, emoționale sau sociale a altora.
Un alt principiu folosit pentru a justifica limitarea libertății de exprimare este „principiul ofensei”, care restricționează formele de exprimare considerate ofensatoare pentru societate. Evaluarea impactului acestor expresii ia în considerare factori precum amploarea, durata, intențiile vorbitorului și ușurința cu care ar putea fi evitate. Odată cu evoluția erei digitale, aplicarea libertății de exprimare devine tot mai controversată, pe măsură ce noile modalități de comunicare și restricțiile asociate acestora se diversifică. De exemplu, Proiectul Scutul de Aur, o inițiativă a Ministerului Securității Publice din China, filtrează informațiile din alte țări considerate nefavorabile, iar platformele de socializare, cum ar fi Facebook, elimină automat conținutul perceput ca discurs de ură, chiar și atunci când cuvintele sunt folosite ironic sau poetic, fără intenția de a insulta pe cineva.
Aceste măsuri ridică întrebări semnificative despre echilibrul dintre controlul guvernamental, puterea platformelor private și libertățile individuale. În regimurile autoritare, guvernele utilizează tehnologia pentru a restricționa accesul la internet și a supraveghea discursurile care ar putea amenința regimul. Deși aceste măsuri sunt adesea justificate în numele securității naționale sau al stabilității politice, ele generează îngrijorări legate de confidențialitate și drepturile fundamentale ale cetățenilor.

## Origini istorice
| “ | Dacă libertatea are un sens, înseamnă dreptul de a le spune altora ceea ce nu vor să audă. | ” |

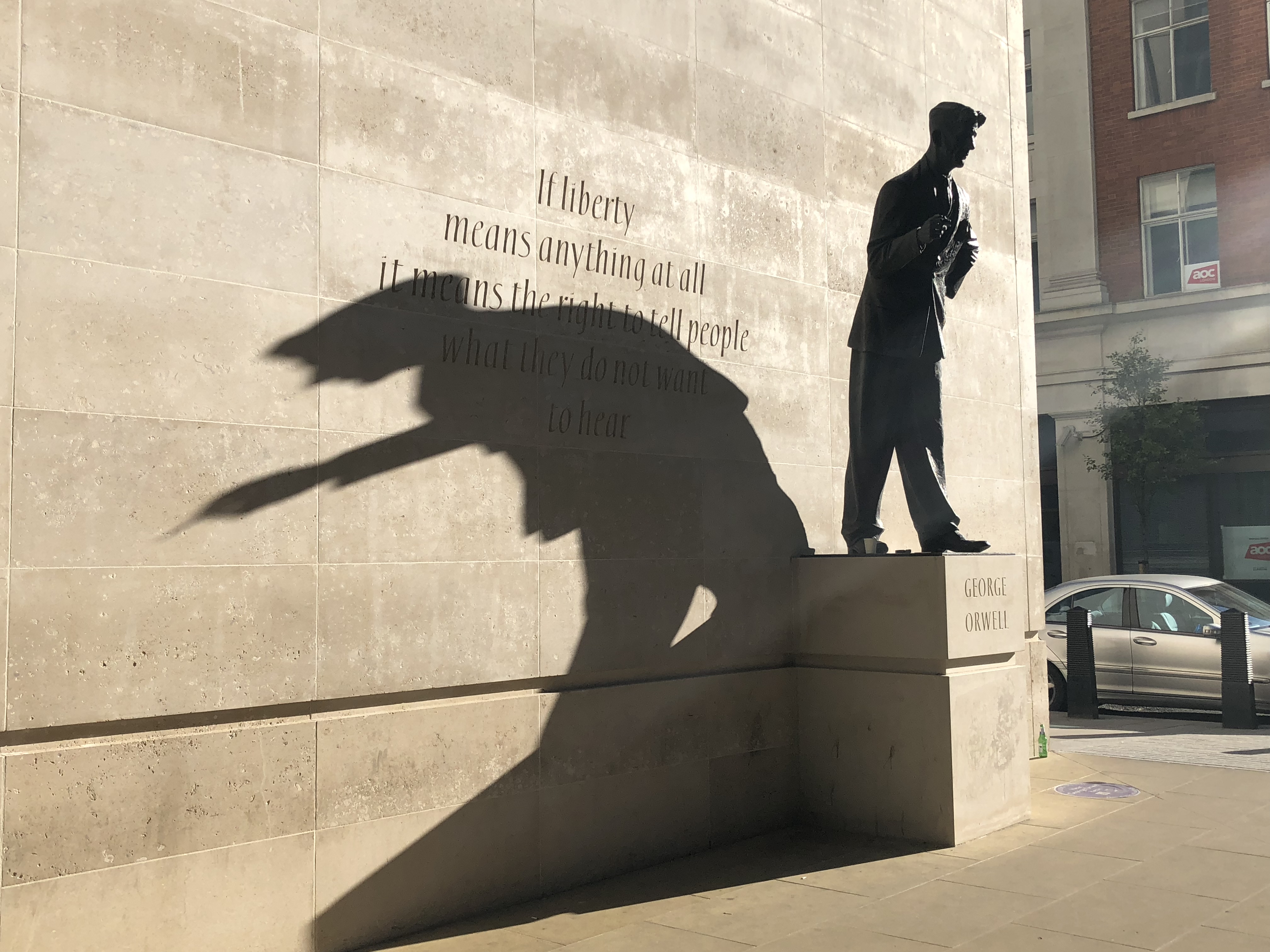
Statuie dedicată lui George Orwell, realizată de Martin Jennings, amplasată în fața sediului BBC din Londra. Inscripția de pe perete citează din cartea lui Orwell, 'Ferma animalelor' (1945):
Dacă libertatea are un sens, înseamnă dreptul de a le spune altora ceea ce nu vor să audă.

Libertatea de exprimare are o istorie îndelungată, ce precede instrumentele moderne internaționale ale drepturilor omului. Se consideră că principiul democratic al libertății de exprimare din Atena antică ar fi apărut la sfârșitul secolului al VI-lea sau la începutul secolului al V-lea î.Hr.
Libertatea de exprimare a fost susținută de Erasmus și Milton. Edward Coke, un renumit judecător englez din secolul al XVII-lea, a revendicat libertatea de exprimare ca „un obicei străvechi al Parlamentului” în anii 1590, iar aceasta a fost confirmată prin Protestația din 1621, un document care reafirma dreptul Parlamentului de a dezbate liber fără teama de represalii din partea monarhiei. Reiterând ceea ce era stipulat în Declarația Drepturilor Engleze din 1689, Legea Drepturilor din 1689 a Angliei a consacrat dreptul constituțional al libertății de exprimare în Parlament, un drept ce rămâne în vigoare și astăzi. Acest privilegiu parlamentar presupune că nu pot exista acțiuni legale pentru defăimare, ceea ce înseamnă că parlamentarii sunt liberi să se exprime în Parlament fără teama de repercusiuni legale. Protecția se extinde și asupra procedurilor scrise, incluzând întrebările scrise și orale, propunerile și amendamentele depuse la proiectele de lege și moțiuni.
Una dintre primele legi referitoare la libertatea presei din lume a fost introdusă în Suedia în 1766 (Legea Suedeză privind Libertatea Presei), în mare parte datorită membrului parlamentului și preotului din Ostrobothnia, Anders Chydenius. Într-un raport publicat în 1776, acesta a scris:
„Nu ar trebui să fie necesare dovezi că o anumită libertate de a scrie și de a tipări este unul dintre cele mai puternice bastioane ale unei organizații libere a statului, deoarece, fără aceasta, estatele nu ar avea informațiile necesare pentru a redacta legi bune, cei care administrează justiția nu ar fi supravegheați, iar cetățenii nu ar cunoaște cerințele legii, limitele drepturilor guvernului și responsabilitățile lor. Educația și comportamentul etic ar fi distruse; grosolănia în gândire, vorbire și comportament ar prevala, iar întunecarea ar umbri întreaga libertate a cerului nostru în câțiva ani.”
Sub conducerea lui Anders Chydenius, Parlamentul Suedez, cunoscut și sub numele de Riksdag, din Gävle, pe 2 decembrie 1766, a adoptat o reglementare privind libertatea presei care a pus capăt cenzurii și a introdus principiul accesului public la documentele oficiale din Suedia. Au fost excluse defăimarea majestății regelui și a Bisericii Suedeze.
Declarația Drepturilor Omului și ale Cetățeanului, adoptată în cadrul Revoluției Franceze din 1789, a consacrat libertatea de exprimare ca un drept inalienabil. În 1791, libertatea de exprimare a fost inclusă în Primul Amendament al Constituției Statelor Unite ale Americii. Declarația Franceză reglementează libertatea de exprimare în Articolul 11, care stipulează:
„Comunicarea liberă a ideilor și opiniilor este unul dintre cele mai prețioase drepturi ale omului. Fiecare cetățean are, în consecință, dreptul de a vorbi, de a scrie și de a tipări cu libertate, dar va răspunde pentru abuzurile acestei libertăți, conform legii.”
Articolul 19 din Declarația Universală a Drepturilor Omului, adoptată în 1948, precizează:
„Orice om are dreptul la libertatea opiniilor și exprimarii; acest drept include libertatea de a avea opinii fără imixtiune din afară, precum și libertatea de a cauta, de a primi și de a raspindi informații și idei prin orice mijloace și independent de frontierele de stat.”
În prezent, libertatea de exprimare este recunoscută atât în dreptul internațional, cât și în cel regional referitor la drepturile omului. Dreptul este consacrat în Articolul 19 din Pactul internațional pentru Drepturile Civile și Politice, Articolul 10 din Convenția Europeană a Drepturilor Omului, Articolul 13 din Convenția Americană a Drepturilor Omului și Articolul 9 din Carta Africană a Drepturilor Omului și ale Popoarelor. Având la bază argumentele lui John Milton, libertatea de exprimare este înțeleasă ca un drept complex, care include nu doar dreptul de a exprima și de a disemina informații și idei, ci și trei componente distincte:
1. dreptul de a căuta informații și idei;
2. dreptul de a primi informații și idei;
3. dreptul de a transmite informații și idei.

Standarde internaționale, regionale și naționale recunosc, de asemenea, că libertatea de exprimare include orice formă de comunicare, fie orală, în scris, tipărită, prin internet sau prin diverse forme de artă. Astfel, protecția libertății de exprimare ca drept cuprinde atât conținutul, cât și modalitățile de exprimare.
Din perspectiva românească, libertatea de exprimare a evoluat semnificativ de-a lungul istoriei țării. În secolul al XVIII-lea, ideile Iluminismului au început să influențeze gânditorii români, în pofida constrângerilor politice impuse de puterile străine, precum Imperiul Otoman și Imperiul Austro-Ungar. Intelectuali ca Dimitrie Cantemir au promovat dreptul la cunoaștere și la dezbatere publică, punând astfel bazele timpurii ale libertății de exprimare în spațiul românesc.
Revoluția din 1848 a subliniat necesitatea de a extinde libertățile civile, inclusiv libertatea presei, deși aceste idealuri au fost ulterior reprimate. În perioada ulterioară, Constituția din 1866 a României a consacrat un cadru limitat pentru libertatea presei, marcând totodată un prim pas spre drepturi mai extinse. Regresul cel mai semnificativ a avut loc sub regimul comunist, când libertatea de exprimare a fost drastic restricționată și cenzura a devenit o practică instituționalizată. În această perioadă, au avut loc încălcări grave ale drepturilor fundamentale ale omului, inclusiv supravegherea constantă și represiunea intelectualilor și a opoziției politice.
După Revoluția din 1989, România a adoptat libertatea de exprimare ca un principiu fundamental al democrației. Constituția din 1991 a consacrat libertatea gândirii, opiniilor, exprimării verbale și a presei, iar acest drept a fost consolidat ulterior prin integrarea țării în Uniunea Europeană în 2007. Acest proces a fost strâns legat de adoptarea și respectarea standardelor europene în domeniul drepturilor omului și al libertății presei.

### Relația cu alte drepturi
Dreptul la libertatea de exprimare este strâns legat de alte drepturi fundamentale și poate fi restricționat atunci când intră în conflict cu acestea (vezi limitările libertății de exprimare). Este, de asemenea, corelat cu dreptul la un proces echitabil și la un act de justiție imparțial, ceea ce poate impune restricții privind accesul la informații sau reglementa modul în care libertatea de exprimare poate fi exercitată în cadrul procedurilor judiciare. Astfel de limitări includ ordine de confidențialitate (gag orders), interdicții privind relatările din procese în desfășurare sau restricții menite să protejeze imparțialitatea instanțelor. În general, libertatea de exprimare nu poate încălca dreptul la viață privată, onoarea sau reputația persoanelor. Cu toate acestea, critica la adresa persoanelor publice beneficiază de o marjă mai largă de acceptabilitate, având în vedere rolul lor în viața democratică.
Libertatea de exprimare este esențială pentru mass-media, care joacă un rol fundamental în garantarea acestui drept pentru întreaga societate. Cu toate acestea, libertatea presei nu echivalează automat cu libertatea de exprimare. Judith Lichtenberg, o teoreticiană cunoscută în domeniul eticii și drepturilor media, a subliniat că, în anumite circumstanțe, structura proprietății mass-media poate limita diversitatea opiniilor și accesul la informație, afectând pluralismul de idei. Această problemă este amplificată de fenomenul concentrării mass-media, unde un număr redus de corporații sau persoane influente controlează principalele canale de informare, reducând accesul publicului la perspective alternative. Această realitate a fost sintetizată prin expresia „Libertatea presei este garantată doar celor care dețin una”. Lichtenberg argumentează că, în acest context, libertatea presei poate funcționa ca un drept patrimonial, reflectat prin principiul „fără resurse financiare, fără voce”.

### Ca un drept negativ
Libertatea de exprimare este, în mod obișnuit, considerată un drept negativ. Aceasta înseamnă că statul are obligația juridică de a se abține de la orice ingerință împotriva unei persoane din cauza opiniilor sale, însă nu este obligat să asigure mijloace active pentru exercitarea acestui drept. În același timp, nimeni nu are obligația legală de a facilita exprimarea opiniilor altora, de a le asculta, de a fi de acord cu ele sau de a le valida. Acest principiu este fundamentat în tradițiile dreptului natural și dreptului jurisprudențial și este consacrat în jurisprudența internațională privind drepturile fundamentale, inclusiv în Convenția Europeană a Drepturilor Omului și Pactul Internațional pentru Drepturile Civile și Politice.

## Cadru legal în România și Republica Moldova

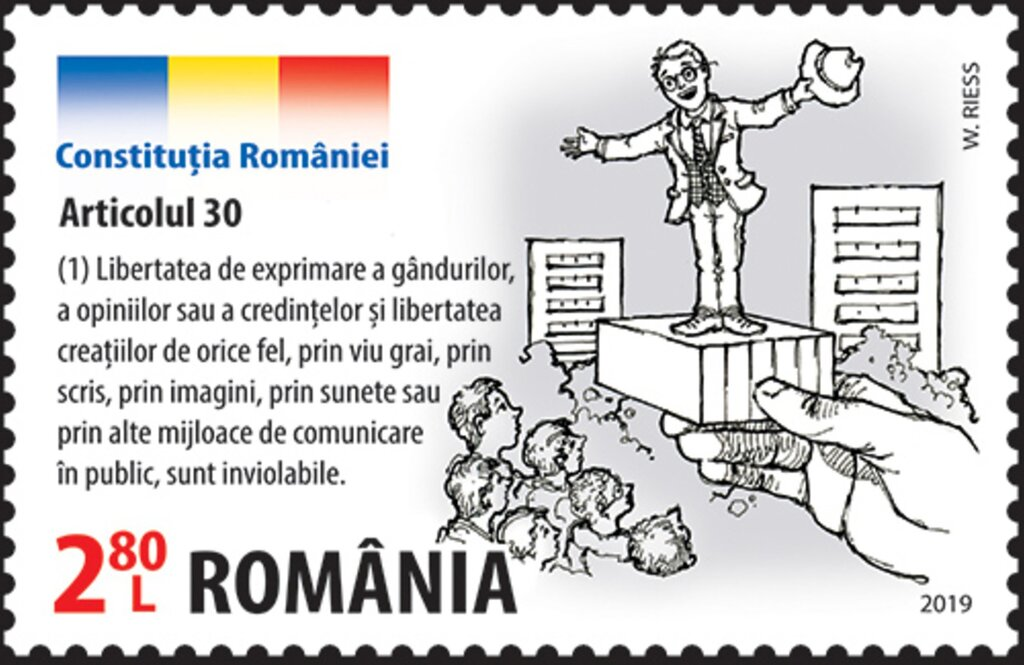
Reprezentarea articolului 30 din Constituție pe un timbru poștal din 2019, parte dintr-o serie care celebrează drepturile și libertățile din Constituția României.

Libertatea de exprimare este un drept fundamental protejat atât la nivel european, cât și în legislațiile naționale din România și Republica Moldova. Convenția Europeană a Drepturilor Omului, împreună cu jurisprudența Curții Europene a Drepturilor Omului (CEDO), a influențat direct evoluția acestui drept în cele două state. În paralel, constituțiile naționale și deciziile instanțelor din România și Moldova au consolidat protecția libertății de exprimare, reafirmând rolul esențial al acestui drept într-o societate democratică.
La nivel european, libertatea de exprimare este protejată prin Convenția Europeană a Drepturilor Omului, iar articolul 10 al acesteia prevede:

1. Orice persoană are dreptul la libertatea de exprimare. Acest drept cuprinde libertatea de opinie și libertatea de a primi sau de a comunica informații ori idei fără amestecul autorităților publice și fără a ține seama de frontiere. Prezentul articol nu împiedică statele să supună societățile de radiodifuziune, de cinematografie sau de televiziune unui regim de autorizare.
2. Exercitarea acestor libertăți ce comportă îndatoriri și responsabilități poate fi supusă unor formalități, condiții, restrângeri sau sancțiuni prevăzute de lege, care constituie măsuri necesare, într-o societate democratică, pentru securitatea națională, integritatea teritorială sau siguranța publică, apărarea ordinii și prevenirea infracțiunilor, protecția sănătății sau a moralei, protecția reputației sau a drepturilor altora, pentru a împiedica divulgarea de informații confidențiale sau pentru a garanta autoritatea și imparțialitatea puterii judecătorești.

În România, libertatea de exprimare este garantată prin Constituție. Articolul 30 al Constituției României proclamă:
„Libertatea de exprimare”
1. Libertatea de exprimare a gândurilor, a opiniilor sau a credințelor și libertatea creațiilor de orice fel, prin viu grai, prin scris, prin imagini, prin sunete sau prin alte mijloace de comunicare în public, sunt inviolabile.
2. Cenzura de orice fel este interzisă.
3. Libertatea presei implică și libertatea de a înființa publicații.
4. Nicio publicație nu poate fi suprimată.

În jurisprudența românească, Curtea Constituțională și instanțele de judecată au consolidat acest drept, stabilind că libertatea de exprimare include dreptul de a critica autoritățile și persoanele publice, chiar și în termeni duri, atâta timp cât discursul contribuie la o dezbatere de interes general. De asemenea, instanțele au reafirmat protecția jurnaliștilor, subliniind că aceștia nu pot fi sancționați pentru relatări de bună-credință bazate pe fapte de interes public.
În Republica Moldova, libertatea de exprimare este garantată prin Constituție. Articolul 32 al Constituției Republicii Moldova proclamă::
„Libertatea opiniei și a exprimării”
1. Oricărui cetățean îi este garantată libertatea gândirii, a opiniei, precum și libertatea exprimării în public prin cuvânt, imagine sau prin alt mijloc posibil.

În practica judiciară din Republica Moldova, Curtea Constituțională a întărit protecția libertății de exprimare, stabilind că statul are obligația pozitivă de a asigura un mediu favorabil pentru exprimarea opiniilor, inclusiv prin protejarea jurnaliștilor și a activiștilor civici de orice formă de intimidare. De asemenea, instanțele au recunoscut importanța protejării anonimatului surselor jurnalistice, consolidând astfel libertatea presei și accesul publicului la informații esențiale.

## Democrația în raport cu interacțiunea socială
Libertatea de exprimare este considerată un principiu fundamental într-un regim democratic. Normele care reglementează restrângerea acestei libertăți impun ca dezbaterea publică să nu poată fi complet suprimată nici măcar în situații de urgență. Unul dintre cei mai importanți teoreticieni ai relației dintre libertatea de exprimare și democrație este Alexander Meiklejohn. Acesta susține că esența democrației constă în autoguvernarea poporului, iar pentru ca un astfel de sistem să funcționeze, este necesar un electorat informat. Accesul neîngrădit la informație și idei este o condiție esențială a participării democratice, întrucât un electorat informat poate lua decizii raționale și independente. Potrivit lui Meiklejohn, democrația își pierde sensul autentic dacă cei aflați la putere pot manipula electoratul prin suprimarea informațiilor și cenzurarea criticilor. El recunoaște că dorința de influențare a opiniei publice poate avea ca motivație promovarea binelui comun, însă subliniază că manipularea, prin însăși natura sa, subminează idealul democratic.
Juristul britanic Eric Barendt, specialist în dreptul mass-mediei și libertatea de exprimare, a descris această justificare a libertății de exprimare prin prisma democrației drept „probabil cea mai convingătoare și cu siguranță cea mai influentă teorie a libertății de exprimare în democrațiile occidentale moderne”. Thomas I. Emerson, renumit jurist american și profesor la Yale Law School, a extins această teorie, argumentând că libertatea de exprimare asigură un echilibru între stabilitate și schimbare. El o consideră un „mecanism de siguranță”, permițând eliberarea tensiunilor sociale și prevenind escaladarea conflictelor care, altfel, ar putea duce la revolte. Emerson afirmă că „Principiul dezbaterii deschise este un mijloc de a construi o comunitate mai adaptabilă și, în același timp, mai stabilă, menținând echilibrul precar dintre diversitatea de opinii necesară și consensul indispensabil”. Mai mult, el subliniază că „Opoziția îndeplinește o funcție socială esențială, contracarând sau atenuând tendința inerentă spre stagnare birocratică”.
Cercetările realizate în cadrul proiectului Worldwide Governance Indicators al Băncii Mondiale arată că libertatea de exprimare și mecanismele de tragere la răspundere asociate acesteia au un impact semnificativ asupra calității guvernării unui stat. Indicatorul „Voce și Responsabilitate” este definit ca „măsura în care cetățenii unui stat pot participa la alegerea guvernului, precum și existența libertății de exprimare, a libertății de asociere și a unei prese independente” și constituie una dintre cele șase dimensiuni ale guvernării măsurate pentru peste 200 de state. În acest context, sprijinirea presei libere devine esențială nu doar pentru consolidarea unei guvernări eficiente și responsabile, ci și pentru prevenirea dezinformării și combaterea abuzului de putere.
Profesorul de drept canadian Richard Moon, cunoscut pentru lucrările sale asupra libertății de exprimare și relației dintre comunicare și democrație, argumentează că valoarea libertății de exprimare și a libertății de opinie derivă din interacțiunea socială. El afirmă că „prin comunicare, individul își formează relații și legături sociale – cu familia, prietenii, colegii de muncă, comunitatea religioasă și concetățenii săi. Prin angajarea în dialog, individul contribuie la procesul de generare a cunoașterii și la orientarea dezvoltării comunității”.
Inițiativa de Măsurare a Drepturilor Omului (în engleză The Human Rights Measurement Initiative) evaluează dreptul la opinie și exprimare în statele lumii, utilizând un sondaj realizat cu experți locali în domeniul drepturilor omului.

## Limitări ale libertății de exprimare
Libertatea de exprimare nu este considerată absolută de toți, iar majoritatea sistemelor juridice stabilesc anumite limite, mai ales atunci când intră în conflict cu alte drepturi și protecții. Printre acestea se numără calomnia, defăimarea, pornografia, obscenitatea, discursul instigator la ură și violență, precum și încălcarea drepturilor de proprietate intelectuală.
Unele restricții sunt impuse prin sancțiuni legale, în timp ce altele rezultă din dezaprobarea socială. De exemplu, în Arabia Saudită, jurnaliștilor le este interzis să critice familia regală, religia sau guvernul și nu beneficiază de nicio protecție legală pentru ceea ce scriu. Jurnalistul Jamal Khashoggi, un critic al guvernului saudit, a fost ucis în 2018 de oficiali saudiți din cauza activității sale publicistice.

### Timp, loc și mod
Restricțiile bazate pe timp, loc și mod se aplică tuturor formelor de exprimare, indiferent de conținutul mesajului. Acestea sunt, în general, limitări proporționale menite să echilibreze exercitarea libertății de exprimare cu protecția altor drepturi fundamentale sau cu un interes legitim al statului, precum menținerea ordinii publice și protecția siguranței cetățenilor. De exemplu, o astfel de restricție ar putea interzice o manifestație politică zgomotoasă în fața domiciliului unui politician pe timpul nopții, deoarece aceasta ar afecta dreptul vecinilor la liniște și la folosința pașnică a proprietății. O acțiune similară ar putea fi permisă dacă s-ar desfășura într-un alt interval orar (de exemplu, în timpul zilei), într-un alt loc (de exemplu, în fața unei instituții publice sau într-un alt forum public) sau într-un mod diferit (de exemplu, sub forma unui protest tăcut).
Protestele în timpul ceremoniilor funerare sunt un subiect controversat în Statele Unite. Potrivit jurisprudenței constituționale americane, libertatea de exprimare garantată de Primul Amendament include dreptul de a organiza proteste pașnice împotriva unor politici considerate injuste. Totuși, există dezbateri privind compatibilitatea acestor manifestații cu limitările bazate pe timp, loc și mod, în special atunci când afectează dreptul la demnitate și respectul persoanelor îndoliate. În răspuns la incidente recente, mai multe state americane au adoptat legislații care restricționează protestele desfășurate în proximitatea ceremoniilor funerare, reglementările variind de la stat la stat.
În România, un exemplu relevant de limitare a libertății de exprimare pe criterii de timp, loc și mod este interdicția organizării protestelor în apropierea unităților sanitare, instituțiilor de învățământ sau instanțelor de judecată în timpul desfășurării activității acestora. Conform Legii nr. 60/1991 privind organizarea și desfășurarea adunărilor publice, autoritățile pot restricționa manifestațiile publice dacă acestea afectează ordinea publică, siguranța cetățenilor sau buna funcționare a instituțiilor. De exemplu, un protest zgomotos desfășurat în fața unei instanțe în timpul unei ședințe de judecată ar putea fi interzis, în timp ce un protest similar organizat într-o piață publică ar putea fi permis.
Aceste restricții trebuie să fie proporționale și necesare într-o societate democratică, evitând ingerințe excesive în dreptul la liberă exprimare.

### Conținut considerat dăunător și ofensator

Țările cu legislație împotriva negării Holocaustului (2025)

Anumite opinii sunt interzise prin lege deoarece sunt percepute ca fiind dăunătoare pentru alții. Această categorie include adesea forme de discurs atât false, cât și potențial periculoase, precum strigătul mincinos de „Foc!” într-un teatru, care poate provoca panică. Justificările pentru restrângerea libertății de exprimare invocă frecvent principiul vătămării sau principiul ofensei.
În Despre libertate (1859), John Stuart Mill susținea că „... trebuie să existe cea mai deplină libertate de a profesa și discuta, ca chestiune de convingere etică, orice doctrină, oricât de imorală ar fi considerată”. Potrivit lui Mill, libertatea de exprimare trebuie să fie garantată pentru a permite argumentelor să fie explorate până la limitele logicii, nu doar până la limitele acceptabilității sociale.
În 1985, Joel Feinberg a formulat principiul ofensei, susținând că „există întotdeauna un motiv întemeiat pentru o interdicție penală propusă dacă aceasta ar fi un mijloc eficient de prevenire a unei ofense grave (spre deosebire de o vătămare directă) aduse altor persoane și dacă această măsură este probabil necesară în acest scop”. Spre deosebire de Mill, care considera că restricțiile asupra libertății de exprimare ar trebui justificate doar prin principiul vătămării, Feinberg argumenta că acesta impune un standard prea ridicat și că anumite forme de exprimare pot fi interzise legal dacă provoacă o ofensă semnificativă. Cu toate acestea, el sublinia că a ofensa pe cineva este mai puțin grav decât a-i provoca o vătămare, motiv pentru care sancțiunile pentru ofensă ar trebui să fie mai blânde decât cele pentru vătămare. Deoarece gradul în care cineva se simte ofensat variază și poate fi influențat de prejudecăți, Feinberg propunea ca aplicarea principiului ofensei să ia în considerare mai mulți factori, inclusiv amploarea, durata și valoarea socială a discursului, ușurința cu care acesta poate fi evitat, intențiile vorbitorului, numărul persoanelor ofensate, intensitatea ofensei și interesul general al societății. Un exemplu relevant în România este interzicerea discursului instigator la ură și sancționarea negării Holocaustului prin Legea nr. 217/2015. Aceasta prevede pedepse pentru promovarea ideologiilor fasciste, rasiste sau xenofobe și pentru negarea crimelor regimurilor totalitare. Adoptarea acestei legi reflectă atât aplicarea principiului vătămării, întrucât astfel de discursuri pot avea consecințe sociale grave, cât și a principiului ofensei, deoarece afectează demnitatea unor grupuri sociale.
Jasper Doomen, filosof al dreptului specializat în libertatea de exprimare și teoria drepturilor fundamentale, susține că vătămarea ar trebui definit din perspectiva individului, fără a fi restrâns la vătămarea fizică, deoarece vătămarea non-fizică poate avea consecințe juridice și sociale semnificative. În acest context, el contestă distincția propusă de Joel Feinberg între vătămare și ofensă, considerând-o în mare parte trivială. Doomen argumentează că această separare este artificială, întrucât efectele sociale și psihologice ale ofensei pot fi comparabile cu o vătămare reală, iar încercarea de a le trata distinct riscă să ignore complexitatea experiențelor umane. Totuși, Doomen nu respinge ideea de a avea un cadru legal, ci sugerează că trebuie găsit un echilibru între protecția libertății de exprimare și recunoașterea impactului real al ofensei asupra demnității personale.
Bernard Harcourt, profesor de drept și filosofie politică, a analizat în 1999 ceea ce el numește „colapsul principiului vătămării”. Potrivit lui, dezbaterea actuală este fragmentată de o multitudine de argumente contradictorii privind vătămarea, fără un mecanism coerent pentru a stabili care vătămări ar trebui luate în considerare și în ce măsură. Harcourt susține că principiul vătămării, în formularea sa clasică, nu furnizează criterii clare pentru a ierarhiza diferitele forme de vătămare, ceea ce îl face susceptibil la interpretări subiective și utilizări selective în sfera politică și juridică. Cu toate acestea, el nu respinge principiul în sine, ci subliniază nevoia unei reformulări care să includă criterii mai clare, precum gravitatea vătămării, intenția autorului și impactul asupra ordinii publice.
Interpretările principiului vătămării și ale principiului ofensei variază în funcție de contextul cultural și politic al fiecărui stat. În Rusia, aceste principii au fost invocate pentru a justifica Legea privind propaganda LGBT, care restricționează discursul și acțiunile legate de drepturile persoanelor LGBT. În schimb, în numeroase state europene, legislația interzice discursul care poate fi interpretat drept negare a Holocaustului, fie ca formă de discurs instigator la ură, fie ca măsură de protecție a memoriei istorice. Țări precum Austria, Belgia, Cehia, Franța, Germania, Ungaria, Israel, Lituania, Luxemburg, Țările de Jos, Polonia, Portugalia, România, Rusia, Slovacia și Elveția au adoptat legi în acest sens. De asemenea, negarea genocidului armean este ilegală în anumite state, inclusiv în Franța și Elveția, ca parte a eforturilor de a combate discriminarea și de a proteja comunitățile afectate.

Restricțiile privind apostazia în funcție de țară (2020)

În unele jurisdicții, acuzația de apostazie a fost instrumentalizată pentru a limita libertatea de exprimare, iar blasfemia este considerată infracțiune. De exemplu, în Austria, defăimarea lui Mahomed nu este protejată de libertatea de exprimare, în timp ce în Franța, blasfemia și criticarea lui Mahomed sunt protejate de legislația privind libertatea de exprimare. În afara Europei, legislația privind blasfemia variază semnificativ: în Pakistan și Arabia Saudită, blasfemia poate atrage pedeapsa cu moartea, în timp ce în Canada și Noua Zeelandă, legile privind blasfemia au fost abrogate în ultimii ani. În Malaezia și Indonezia, blasfemia poate fi pedepsită cu închisoare, fiind folosită uneori ca instrument politic împotriva oponenților regimului.
Anumite instituții publice pot adopta politici care limitează libertatea de exprimare, cum ar fi regulamentele privind discursul (speech codes) în școlile administrate de stat, deși validitatea acestora a fost contestată în repetate rânduri pe criterii constituționale.
În Statele Unite, hotărârea de referință privind discursul politic este Brandenburg v. Ohio (1969), care a anulat în mod expres Whitney v. California. În Brandenburg, Curtea Supremă de Justiție a recunoscut dreptul de a susține deschis chiar și acțiuni violente sau revoluționare, formulând principiul conform căruia:
„Deciziile noastre au conturat principiul că garanțiile constituționale ale libertății de exprimare și libertății presei nu permit unui stat să interzică sau să sancționeze pledoaria pentru utilizarea forței sau încălcarea legii, cu excepția cazului în care această pledoarie este îndreptată spre incitarea sau producerea unei acțiuni ilegale iminente și este susceptibilă să genereze o astfel de acțiune.”
Hotărârea din Brandenburg a eliminat testul precedent al „pericolului clar și prezent”, consolidând aproape absolut protecția libertății de exprimare politică în Statele Unite. În plus, discursul instigator la ură (hate speech) este protejat de Primul Amendament al Constituției Statelor Unite, așa cum a stabilit Curtea Supremă în cauza R.A.V. v. City of St. Paul (1992). În această decizie, instanța a hotărât că discursul instigator la ură este permis, cu excepția cazurilor în care generează violență iminentă. Mai multe detalii privind interpretarea Curții Supreme și fundamentele sale istorice pot fi găsite în analiza Primului Amendament al Constituției Statelor Unite.
În România, unele restricții asupra libertății de exprimare au fost contestate în instanță, iar anumite sancțiuni aplicate pentru opinii exprimate public au fost ulterior anulate. De exemplu, în 2021, jurnaliști de la Newsweek România și Libertatea au fost investigați pentru șantaj și constituirea unui grup infracțional organizat, după publicarea unor investigații critice despre primarul Sectorului 4, Daniel Băluță. Dosarul a fost clasat, confirmând astfel protecția libertății presei împotriva acuzațiilor nefondate. Într-un alt caz, președinta unei asociații de magistrați a fost sancționată disciplinar pentru critici publice la adresa Consiliului Superior al Magistraturii și a Guvernului. Ulterior, Curtea Europeană a Drepturilor Omului (CEDO) a constatat încălcarea articolului 10 din Convenția Europeană a Drepturilor Omului, reafirmând dreptul la exprimare critică, inclusiv pentru profesioniștii din justiție.
Aceste cazuri ilustrează atât limitele impuse libertății de exprimare în România, cât și intervenția instanțelor în corectarea abuzurilor. Deși legislația națională interzice discursul instigator la ură și dezinformarea, aplicarea acestor norme ridică uneori riscuri de cenzură și interpretări arbitrare. Deciziile instanțelor naționale și internaționale continuă să modeleze echilibrul dintre protejarea libertății de exprimare și combaterea discursului dăunător, consolidând cadrul legal al acestui drept fundamental.

### Dezinformarea
Unii juriști și teoreticieni ai libertății de exprimare, precum Tim Wu de la Universitatea Columbia, au susținut că problemele tradiționale legate de libertatea de exprimare—presupunerea că principala amenințare provine din cenzura impusă de state represive și că discursul eronat sau rău-intenționat poate și trebuie combătut printr-un discurs mai informat și mai bine argumentat, nu prin cenzură—se bazează pe ideea unei lipse de informație. Această paradigmă era valabilă în secolul al XX-lea, însă odată cu apariția internetului, informația a devenit abundentă, iar atenția receptorilor a devenit resursa limitată. Wu argumentează că acest „discurs facil”, favorizat de internet, „... poate fi utilizat la fel de bine pentru atac, hărțuire și reducerea la tăcere, pe cât este folosit pentru informare și dezbatere”. Electronic Frontier Foundation (EFF) a subliniat, la rândul său, că „cenzura nu poate fi singura soluție împotriva dezinformării online” și că platformele tehnologice au un istoric de supracorectare, care duce fie la cenzurarea discursului legitim și util, fie, paradoxal, la consolidarea dezinformării.
Această dinamică a fost evidentă și în România, în special în timpul protestelor împotriva OUG 13 din 2017, când rețelele sociale și canalele media favorabile puterii au fost folosite pentru a discredita protestatarii. S-au răspândit informații false privind sursele de finanțare ale manifestațiilor, iar tehnici de manipulare, precum distribuirea masivă a narațiunilor conspiraționiste, au fost utilizate pentru a crea confuzie și a descuraja participarea publicului.
Potrivit lui Wu, în secolul XXI, amenințarea nu mai vine doar din partea statelor represive care reduc la tăcere vorbitorii prin mijloace directe, ci din strategii care țintesc receptorii mesajului sau care subminează libertatea de exprimare în mod indirect. Printre aceste tehnici se numără: (1) noile forme de represalii, cum ar fi mobilizarea unor „armate de troli” pentru intimidarea presei și a criticilor, și (2) tactici de „inundare informațională” (cunoscută și ca „cenzură inversă”), prin care discursul indezirabil este distorsionat sau redus la tăcere prin răspândirea deliberată de știri false, utilizarea de comentatori fictivi și desfășurarea de boți propagandistici.
În România, astfel de tactici au fost observate și în timpul alegerilor, când s-a recurs la conturi false și propagandă algoritmică pentru a manipula percepția publică asupra candidaților. De exemplu, înaintea alegerilor prezidențiale din 2019, s-au identificat campanii de dezinformare menite să submineze credibilitatea unor candidați prin teorii conspiraționiste promovate masiv pe grupuri de Facebook și site-uri obscure. Așa cum notează jurnalistul Peter Pomerantsev, aceste metode folosesc „informația ... ca armă, pentru a induce confuzie, șantaja, demoraliza, submina și paraliza”, creând un climat de neîncredere și fragmentare socială.

### Limitele libertății de exprimare în România
Libertatea de exprimare în România nu este un drept absolut și este supusă unor limitări constituționale, civile și penale, menite să protejeze drepturile altora și ordinea publică. Constituția României prevede clar:
(6) Libertatea de exprimare nu poate prejudicia demnitatea, onoarea, viața particulară a persoanei și nici dreptul la propria imagine.
(7) Sunt interzise de lege defăimarea țării și a națiunii, îndemnul la război de agresiune, la ură națională, rasială, de clasă sau religioasă, incitarea la discriminare, la separatism teritorial sau la violență publică, precum și manifestările obscene, contrare bunelor moravuri.
Aceste reglementări stabilesc un cadru general, iar aplicarea lor a fost modelată nu doar de legislația națională, dar și de deciziile instanțelor românești și europene, care au contribuit la clarificarea limitelor acestui drept.
Codul Civil prevede interdicția exercitării abuzive a drepturilor, stabilind că:
Niciun drept nu poate fi exercitat în scopul de a vătăma sau păgubi pe altul ori într-un mod excesiv și nerezonabil, contrar bunei-credințe.
Astfel, persoanele care abuzează de drepturile lor, folosindu-le într-un alt sens decât cel prevăzut de lege, pot fi sancționate. De exemplu, utilizarea libertății de exprimare pentru a leza reputația altora depășește limitele acestei libertăți. Legea română recunoaște un drept doar atunci când acesta este exercitat pentru a satisface interesele personale, materiale și culturale, în acord cu interesul public și regulile de conviețuire socială.. Legea audiovizualului nr. 504/2002 reglementează interdicțiile privind conținutul media, interzicând difuzarea materialelor care promovează violența sau discriminarea. De asemenea, Codul Penal al României prevede sancțiuni pentru infracțiuni precum instigarea la ură sau discriminare, stabilind pedepse pentru cei care publică sau difuzează materiale ce incită la violență sau discriminare pe criterii de rasă, religie, naționalitate sau orientare sexuală.
Curtea Constituțională a confirmat că restricțiile impuse asupra discursurilor care prejudiciază demnitatea sau încalcă ordinea publică sunt compatibile cu principiile constituționale fundamentale. De exemplu, în decizia nr. 828/2010, Curtea a stabilit că discursul care instigă la ură nu beneficiază de protecția libertății de exprimare, iar sancțiunile trebuie să fie proporționale cu gravitatea faptei. În decizia nr. 45/2018, Curtea a clarificat că statul are dreptul de a proteja ordinea publică și securitatea națională, iar libertatea de exprimare nu poate fi utilizată ca pretext pentru acte care amenință aceste valori fundamentale.
De asemenea, Înalta Curte de Casație și Justiție (ICCJ) a statuat că libertatea de exprimare nu poate justifica atacuri nejustificate asupra reputației altor persoane. Într-un caz de defăimare, ICCJ a subliniat că protejarea reputației și demnității altora prevalează față de dreptul de a critica, iar o critică nejustificată poate atrage răspunderea civilă (Decizia nr. 845/2015). Astăzi, rețelele sociale adaugă o nouă dimensiune acestei problematici. În 2020, Înalta Curte a stabilit că platformele online au obligația de a elimina conținutul instigator la ură sau violență, subliniind responsabilitatea acestora în protejarea ordinii publice și a drepturilor fundamentale ale individului.
Jurisprudența Curții Europene a Drepturilor Omului (CEDO) oferă un cadru esențial pentru înțelegerea limitelor libertății de exprimare în România, subliniind necesitatea unui echilibru între protejarea drepturilor fundamentale și prevenirea abuzurilor. Articolul 10 din Convenția Europeană a Drepturilor Omului garantează dreptul la libertatea de exprimare, dar admite restricții în anumite condiții, precum protejarea reputației altora sau a ordinii publice. CEDO a subliniat că orice ingerință în libertatea de exprimare trebuie să fie prevăzută de lege, să urmărească un scop legitim și să fie necesară într-o societate democratică.
Legislația națională, susținută de jurisprudența Curții Constituționale și a Înaltei Curți de Casație și Justiție, asigură un echilibru între dreptul la liberă exprimare și protecția altor drepturi fundamentale. În plus, jurisprudența Curții Europene a Drepturilor Omului (CEDO) furnizează un cadru esențial pentru înțelegerea limitelor acestui drept în România, subliniind necesitatea unui echilibru între protejarea drepturilor fundamentale și prevenirea abuzurilor.
Astfel, libertatea de exprimare în România rămâne un subiect sensibil, reglementat printr-un echilibru între protejarea ordinii publice, apărarea drepturilor individuale și menținerea unui spațiu deschis pentru dezbaterea liberă a ideilor. Evoluțiile legislației și jurisprudenței vor modela în continuare modul în care acest drept fundamental va fi exercitat în viitor.

## Libertatea informației
Libertatea informației reprezintă o extensie a libertății de exprimare, în care mediul de comunicare este Internetul. De asemenea, acest concept include dreptul la protecția vieții private în contextul digital și al tehnologiilor informației. Similar libertății de exprimare, dreptul la protecția vieții private este un drept fundamental recunoscut, iar libertatea informației constituie o extensie a acestuia. Libertatea informației vizează, de asemenea, problematica cenzurii în domeniul tehnologiei informației, respectiv accesul liber și nediscriminatoriu la conținut online, fără intervenții arbitrare sau restricții nejustificate, în conformitate cu normele legale aplicabile.
În România, libertatea informației este garantată prin acte normative precum Legea nr. 544/2001 privind liberul acces la informațiile de interes public. Aceasta conferă cetățenilor, rezidenților și oricăror persoane fizice sau juridice dreptul de a solicita și obține informații de interes public de la autoritățile și instituțiile administrației publice centrale și locale, în condițiile prevăzute de lege. Totodată, legea consacră principiul transparenței decizionale, asigurând accesul publicului la procesul de luare a deciziilor de către autoritățile publice și garantând dreptul de a participa la procesul de adoptare a actelor normative.

### Cenzura pe Internet

Steagul Libertății de Exprimare a fost creat în urma controverselor legate de cheia de criptare AACS, utilizată pentru a restricționa distribuirea de software neautorizat, fiind un simbol al susținerii libertăților personale.

Jo Glanville, editor al Index on Censorship, afirmă că „Internetul a reprezentat o revoluție pentru cenzură la fel de mult ca pentru libertatea de exprimare.” Standardele juridice internaționale, naționale și regionale consacră principiul conform căruia libertatea de exprimare, ca expresie a dreptului fundamental la libertatea opiniilor, se aplică oricărui mijloc de comunicare, inclusiv Internetului.
Legea americană privind decența în comunicații (Communications Decency Act – CDA) din 1996 a constituit prima inițiativă legislativă majoră a Congresului Statelor Unite de a reglementa conținutul cu caracter pornografic accesibil public pe Internet. În 1997, în cauza de referință privind dreptul digital Reno v. ACLU, Curtea Supremă a Statelor Unite a invalidat parțial această lege, statuând că anumite dispoziții ale CDA încălcau Primul Amendament, care garantează libertatea de exprimare. Judecătorul Stewart R. Dalzell, unul dintre cei trei judecători federali care, în iunie 1996, au constatat neconstituționalitatea unor dispoziții ale CDA, a argumentat în opinia sa următoarele:
Internetul este un mediu care amplifică libertatea de exprimare mult mai mult decât presa tipărită, agora sau serviciile poștale. Deoarece ar afecta inevitabil însăși structura Internetului, Communications Decency Act (CDA) ar limita în mod direct discursul accesibil adulților în acest spațiu, ceea ce contravine principiilor constituționale fundamentale. Este adevărat că unele forme de discurs online testează limitele convenționalului. Exprimarea pe Internet poate fi spontană, neșlefuită și neconvențională – uneori încărcată emoțional, explicită din punct de vedere sexual sau chiar vulgară – într-un cuvânt, „indecentă” în percepția multor comunități. Totuși, un astfel de discurs este firesc într-un mediu în care cetățeni din toate categoriile sociale își pot face auzită vocea. Trebuie, de asemenea, să protejăm autonomia pe care acest mediu o oferă atât indivizilor, cât și actorilor mass-media. [...] Această analiză nu privează statul de toate mijloacele prin care poate proteja copiii de riscurile comunicării pe Internet. Guvernul dispune deja de instrumente legale pentru a combate pornografia infantilă și obscenitatea, prin aplicarea fermă a legislației în vigoare. [...] Așa cum s-a evidențiat în cadrul audierilor, există o nevoie stringentă de educație publică cu privire la beneficiile și pericolele acestui mediu digital, iar autoritățile pot juca un rol esențial în acest sens. În opinia mea, decizia noastră de astăzi ar trebui să însemne doar că supravegherea conținutului online de către stat trebuie să se oprească la limita tradițională a discursului care nu este protejat de lege. [...] Absența reglementării guvernamentale a conținutului online a condus, fără îndoială, la un anumit grad de haos. Însă, așa cum a afirmat unul dintre experții reclamanților în cadrul audierilor: „Ceea ce a asigurat succesul a fost exact haosul care definește Internetul. Puterea Internetului constă în haos.” Dacă puterea Internetului constă în haos, atunci și forța libertății noastre depinde de diversitatea neîngrădită a discursului protejat de lege.
Summitul Mondial privind Societatea Informațională (World Summit on the Information Society – WSIS) a adoptat în 2003 Declarația de Principii, care reafirmă importanța libertății de exprimare în cadrul Societății Informaționale:
Reafirmăm, ca principiu fundamental al Societății Informaționale și în conformitate cu articolul 19 din Declarația Universală a Drepturilor Omului, că fiecare persoană are dreptul la libertatea de opinie și de exprimare. Acest drept include libertatea de a avea opinii fără interferențe și de a căuta, primi și comunica informații și idei prin orice mijloace, indiferent de frontiere. Comunicarea este un proces social esențial, o necesitate umană fundamentală și baza oricărei organizări sociale. Ea constituie un element central al Societății Informaționale. Fiecare persoană, indiferent de locul în care se află, trebuie să aibă acces și posibilitatea de a participa, iar nimeni nu trebuie exclus de la beneficiile pe care le oferă Societatea Informațională.
Potrivit lui Bernt Hugenholtz și Lucie Guibault, domeniul public este supus unei presiuni crescânde din cauza „comercializării informației”, fenomen prin care datele și informațiile cu valoare economică redusă sau inexistentă dobândesc o valoare autonomă în epoca digitală. Acest proces include datele factuale, informațiile personale, datele genetice și conceptele abstracte. Comercializarea informației are loc prin intermediul dreptului proprietății intelectuale, dreptului contractelor, precum și al legislației privind audiovizualul și telecomunicațiile.
Conceptul de libertate a informației a apărut ca reacție la cenzura impusă de stat, la supravegherea digitală și la restricționarea accesului la conținut online. Cenzura internetului (sau cenzura digitală) presupune controlul sau limitarea difuzării și accesului la informație în spațiul digital. Consorțiul Global pentru Libertatea Internetului (în engleză The Global Internet Freedom Consortium) susține că elimină barierele impuse „fluxului liber de informații” în ceea ce numește „societăți închise”. Potrivit listei „inamicilor internetului” publicată de Reporteri fără frontiere (RSF), următoarele state impun un regim extins de cenzură digitală: Republica Populară Chineză, Cuba, Iran, Myanmar, Coreea de Nord, Arabia Saudită, Siria, Turkmenistan, Uzbekistan și Vietnam.
Un exemplu notoriu de cenzură digitală este „Marele Firewall al Chinei”, care acționează atât ca sistem de filtrare a traficului online, cât și ca mecanism de blocare a accesului la site-uri străine. Acest sistem împiedică rutarea adreselor IP și utilizează servere proxy pentru a limita accesul la conținut. De asemenea, recurge la „otrăvirea DNS” pentru a redirecționa utilizatorii către pagini restricționate. Totuși, statul chinez nu pare să examineze sistematic conținutul online, întrucât acest lucru ar fi tehnic impracticabil. Cenzura digitală în China se desfășoară în baza unui cadru normativ extins, ce cuprinde peste șaizeci de reglementări și este implementată strict prin intermediul furnizorilor de internet și al companiilor digitale afiliate statului.
În Arabia Saudită, autoritățile au intensificat supravegherea utilizatorilor de rețele sociale, ceea ce a condus la arestarea mai multor activiști și critici ai regimului pentru postări considerate subversive. Un caz semnificativ este cel al profesorului de drept Awad Al-Qarni, care riscă pedeapsa capitală pentru mesaje publicate pe Twitter și WhatsApp. În timp ce presa controlată de stat l-a prezentat drept un predicator periculos, opoziția îl consideră o voce intelectuală importantă, cu o influență semnificativă în mediul online.